# Frostbite Engine
Frostbite Engine — ігровий рушій, розроблений компанією DICE для застосування в серії відеоігор Battlefield і котрий прийшов на заміну іншому рушію компанії, Refractor Engine. Технологія адаптована в першу чергу для ігор у жанрі шутера від першої особи і працює на ПК під управлінням Microsoft Windows, а також на ігрових консолях Xbox 360, PlayStation 3, Xbox One та PlayStation 4.
Першою відеогрою на базі Frostbite Engine стала Battlefield: Bad Company 2008 року, що вийшла на ігрових консолях сьомого покоління, а першою грою, випущеною для ПК — Battlefield 1943 (2009 рік).
Існує три версії цього ігрового рушія — 1.0 (Battlefield: Bad Company), 1.5 (Battlefield: Bad Company 2 та Medal of Honor 2010 року), 2.0 (Battlefield 3 та Need for Speed: The Run), та остання — 3.0 (Battlefield 4).

## Технічні характеристики

Відкритий ландшафт, оброблюваний ігровим рушієм «Frostbite» (версія 1.5)

В операційній системі Microsoft Windows ігровий рушій підтримує відображення графіки за допомогою DirectX 9, DirectX 10, DirectX 10.1, а починаючи з версії 1.5 — і DirectX 11. Що характерно — однією із заявлених особливостей є оптимізація для роботи на багатоядерних процесорах.
Технологія здатна обробляти руйнування середовища (наприклад, будівель, дерев, автомобілів). Підтримується динамічне освітлення і затінення з функцією HBAO, процедурного затінення, різні пост-ефекти (наприклад, HDR та глибина різко зображуваного простору), система частинок і техніки текстурування, такі, як бамп-мапінг. Максимальний розмір локації має обмеження в 32 × 32 кілометри відображуваної площі і 4 × 4 кілометра ігрового простору. Крім цього, стверджується про те, що максимальна дистанція промальовування дозволяє побачити рівень аж до горизонту. Також вбудований власний звуковий рушій, що не вимагає використання спеціалізованих засобів, подібних до EAX.
Рушій комплектується ігровим редактором «FrostED», написаним на мові програмування C #. Програма призначена для створення ігрових рівнів, а також роботи з мешами, шейдерами й об'єктами.
На початку лютого 2010 року в інтерв'ю сайту «Worthplaying», головний продюсер Battlefield: Bad Company 2 Патрік Бах (англ. Patrick Bach) підтвердив раніше непідтверджену інформацію про те, що в цій грі, на рушієві Frostbite 1.5, буде підтримуватися стереоскопічний режим виведення зображення за допомогою технології NVIDIA 3D Vision, за типом гри James Cameron's Avatar: The Game. Причому стереорежим буде доступний тільки для ПК-версії гри.
У кінці лютого 2010, журналісти сайту «Voodoo Extreme 3D» повідомили, що гра Battlefield: Bad Company 2 (перша гра на рушієві версії 1.5), підтримує технологію ATI Eyefinity, силами якої зображення може виводитися відразу на декількох моніторах, а також підтвердили інформацію про запланований рушій наступної версії — Frostbite 2.0. На другій версії рушія першими базувалися ігри Medal of Honor (тільки мультиплеєр)), Battlefield 3 та комп'ютерна гонка Need for Speed: The Run, розроблений компанією EA Black Box.
15 квітня 2011 року виконавчий продюсер студії DICE Патрік Бах в одному з інтерв'ю заявив, що рушій Frostbite 2.0 вже максимально використовує ресурси консолей PlayStation 3 і Xbox 360 і студія бажає попрацювати з консолями наступного покоління.
На початку жовтня 2012 з'являється інформація про пошук студією DICE співробітників для розробки для мобільних платформ, що говорить про бажання і готовність студії до переносу та доопрацюванні Frostbite 2 для планшетів і смартфонів. Відповідно до опису буде сформована невелика команда для роботи над відомою серією студії, швидше за все, мова йде про серії Battlefield. В січні 2013 року стало відомо, що студія шукає розробників для перенесення рушія на платформу Mac OS X.
У березні 2013 компанія DICE представила гру Battlefield 4, заявивши про те, що вона вийде на новій версії рушія Frostbite — 3.0.

## Ігри, що використовують Frostbite Engine
Рушій Frostbite використовують такі ігри:
| Назва                                | Рік виходу | Розробник               | Версія рушія | Платформи | Платформи | Платформи | Платформи | Платформи |
| Назва                                | Рік виходу | Розробник               | Версія рушія | Win       | PS3       | PS4       | X360      | XOne      |
| ------------------------------------ | ---------- | ----------------------- | ------------ | --------- | --------- | --------- | --------- | --------- |
| Anthem                               | 2019       | BioWare                 | 3.0          | Так       | Ні        | Так       | Ні        | Так       |
| Army of Two: The Devil's Cartel      | 2013       | Visceral Games          | 2.0          | Ні        | Так       | Ні        | Так       | Ні        |
| Battlefield 1                        | 2016       | EA Digital Illusions CE | 3.0          | Так       | Ні        | Так       | Ні        | Так       |
| Battlefield 3                        | 2011       | EA Digital Illusions CE | 2.0          | Так       | Так       | Ні        | Так       | Ні        |
| Battlefield 4                        | 2013       | EA Digital Illusions CE | 3.0          | Так       | Так       | Так       | Так       | Так       |
| Battlefield 1943                     | 2009       | EA Digital Illusions CE | 1.5          | Ні        | Так       | Ні        | Так       | Ні        |
| Battlefield: Bad Company             | 2008       | EA Digital Illusions CE | 1.0          | Ні        | Так       | Ні        | Так       | Ні        |
| Battlefield: Bad Company 2           | 2010       | EA Digital Illusions CE | 1.5          | Так       | Так       | Ні        | Так       | Ні        |
| Battlefield: Bad Company 2: Vietnam  | 2010       | EA Digital Illusions CE | 1.5          | Так       | Так       | Ні        | Так       | Ні        |
| Battlefield Hardline                 | 2015       | Visceral Games          | 3.0          | Так       | Так       | Так       | Так       | Так       |
| Battlefield V                        | 2018       | EA Digital Illusions CE | 3.0          | Так       | Ні        | Так       | Ні        | Так       |
| Command & Conquer (2013)             | скасовано  | Victory Games           | 3.0          | Так       | Ні        | Ні        | Ні        | Ні        |
| Dragon Age: Inquisition              | 2014       | BioWare                 | 3.0          | Так       | Так       | Так       | Так       | Так       |
| FIFA 17                              | 2016       | EA Vancouver            | 3.0          | Так       | Ні        | Так       | Ні        | Так       |
| FIFA 18                              | 2017       | EA Vancouver            | 3.0          | Так       | Ні        | Так       | Ні        | Так       |
| FIFA 19                              | 2018       | EA Vancouver            | 3.0          | Так       | Ні        | Так       | Ні        | Так       |
| Madden NFL 18                        | 2017       | EA Tiburon              | 3.0          | Ні        | Ні        | Так       | Ні        | Так       |
| Madden NFL 19                        | 2018       | EA Tiburon              | 3.0          | Так       | Ні        | Так       | Ні        | Так       |
| Mass Effect: Andromeda               | 2017       | BioWare                 | 3.0          | Так       | Ні        | Так       | Ні        | Так       |
| Medal of Honor (тільки мультиплеєр)  | 2010       | EA Digital Illusions CE | 1.5          | Так       | Так       | Ні        | Так       | Ні        |
| Medal of Honor: Warfighter           | 2012       | Danger Close Games      | 2.0          | Так       | Так       | Ні        | Так       | Ні        |
| Mirror's Edge Catalyst               | 2016       | EA Digital Illusions CE | 3.0          | Так       | Ні        | Так       | Ні        | Так       |
| Need for Speed                       | 2015       | Ghost Games             | 3.0          | Так       | Ні        | Так       | Ні        | Так       |
| Need for Speed: Edge                 | 2017       | EA Spearhead            | 3.0          | Так       | Ні        | Ні        | Ні        | Ні        |
| Payback                              | 2017       | Ghost Games             | 3.0          | Так       | Ні        | Так       | Ні        | Так       |
| Need for Speed: Rivals               | 2013       | Ghost Games             | 3.0          | Так       | Так       | Так       | Так       | Так       |
| Need for Speed: The Run              | 2011       | EA Black Box            | 2.0          | Так       | Так       | Ні        | Так       | Ні        |
| Plants vs. Zombies: Garden Warfare   | 2014       | PopCap Games            | 3.0          | Так       | Так       | Так       | Так       | Так       |
| Plants vs. Zombies: Garden Warfare 2 | 2016       | PopCap Games            | 3.0          | Так       | Ні        | Так       | Ні        | Так       |
| Rory McIlroy PGA Tour                | 2015       | EA Tiburon              | 3.0          | Ні        | Ні        | Так       | Ні        | Так       |
| Shadow Realms                        | скасовано  | BioWare                 | 3.0          | Так       | Ні        | Ні        | Ні        | Ні        |
| Star Wars Battlefront                | 2015       | EA Digital Illusions CE | 3.0          | Так       | Ні        | Так       | Ні        | Так       |
| Star Wars Battlefront II             | 2017       | EA Digital Illusions CE | 3.0          | Так       | Ні        | Так       | Ні        | Так       |